# Susi Koch
Susi Koch (* 16. April 1981 in Teterow) ist eine deutsche Sängerin und Songwriterin aus dem Bereich Jazzpop, wohnhaft in Rostock.

## Biografie
Susi Koch absolvierte ihr Musikstudium im Jazz/Pop-Gesang an der „Franz Liszt“ - Musikhochschule in Weimar.
Nach verschiedenen Konzerten mit wechselnder Besetzung folgten Soloprojekte, Mitarbeiten an Musicals und unter anderem ein Support für Konstantin Wecker.
Susi Koch engagiert sich für Gesangsunterricht und für musikalische Nachwuchsarbeit in Mecklenburg-Vorpommern und Berlin.
Im Jahre 2003 erfolgte die Gründung der Band „Susi & the Beat“ mit dem Bassisten Daniel Bätge von Clueso und dem Schlagzeuger Tim Neuhaus der Blue Man Group.
Danach spielte sie zeitweise in einer Band mit David Engler (Violine) & Elias Engler (Schlagzeug) von der heutigen Band "Tanga Elektra" und Katharina Lübke (Hintergrund-Gesang).
Seit 2010 war sie kreativer Kopf ihrer eigenen Formation "Susi Koch Band", die in der Besetzung und Konstellation wechselte.
U.a. waren mit dabei:
Sven O. Mühlbradt - Bass
Andreas Gomoll - Gitarre
Martin Woron - Schlagzeug
Philipp Krätzer - Keys/ Piano
Annett Heinzel - Background-Gesang
Anne Seidel - Background-Gesang
2012 ist Susi Koch zurück in die Nähe ihrer Heimat gezogen und lebte mit ihrem Ex-Lebensgefährten in einer Musikerkommune. Dort schrieben und probte die Band häufig im hauseigenen Tonstudio.
2015 kam ihr Sohn zur Welt. Nach ihrer Trennung zog sie mit ihrem Kind nach Rostock, gibt dort u. a. Gesangsunterricht und leitet 2 Popchöre ChoraLine (Rostock) & Stilbruch (Teterow).
2019 trennte und verabschiedete sich die Band mit einem Abschlusskonzert im Großen Haus des Volkstheaters Rostock.
Susi Koch textet und komponiert auch für andere Künstler, Formationen und Projekte, u. a. für die Vineta-Festspiele Usedom, Bernsteinsinfonie Ribnitz-Damgarten, Ritter, Tod & Teufel (Nordwestmecklenburg) oder den Theaterbalkon in Rostock, wo sie ebenfalls die Hauptrolle der "Cassa" (Höllenmutter, die die Toten wieder erweckt) spielte.
Einer ihrer langjährigen Freunde und Kollegen ist Wolfgang Schmiedt (Choral Concert), mit dem sie immer wieder gemeinsame Projekte gestaltet, wie z. B. die Hafen Sinfonie Rostock oder die Baltic Culture Wave.
2020 gründet sie mit der Sängerin Melle Mellsen ein Duo, mit denen die beiden Musikerinnen in Straßenmusik-Manier mit Piano, Ukulele und Gesang Mitmachkonzerte für Jung und Alt veranstalten und spielen, sowie Upcycling-Instrumente mit Kindern basteln.
2021 schließt sie sich mit dem Produzententeam "Button & Farmer" (Berlin) zusammen. Gemeinsam kreieren sie das Pop-Projekt "REIA".

## Karriere
- 1998 – 1. Platz Bundeswettbewerb „Schüler komponieren - Junge Musikszene '98“
- 1999 – Sonderpreis Landeswettbewerb Jugend jazzt mit der Band Interjazzo
- 2002 – 1. Preis Bundeswettbewerb für Jazz/Pop – Gesang
- 2003 – 1. Preis beim bundesweiten Wettbewerb „Deutscher Rock- und Poppreis 2003“ – „Deutscher Songpreis 2003“
- 2005–2009 Autorenexklusivvertrag beim Berliner Musikverlag B 612
- 2010 – 1. Preis beim Internationalen Singer-Songwriter Contest Troubadour (Berlin)

## Diskographie
- 2017 - Debütalbum Susi Koch (Band) -  "Mit dem Kopf durch die Wand"
- 2020 - Singles "Glück für jedes Herz" & "Engel"
- 2021 - Singles "You" (International) & "Für die Liebe"